# Hemigrammus matei
Hemigrammus matei är en fiskart bland tetrorna som beskrevs av Eigenmann år 1918 och ingår i släktet Hemigrammus, och familjen Characidae (laxkarpar). Vuxna exemplar blir som störst omkring 4,3 cm långa. Inga underarter finns listade. Arten har med största sannolikhet fått sitt namn efter den tyske fiskodlaren och importören av tropiska akvariefiskar, Paul Matte i Berlin.

## Utbredning
Utbredningsområdet är begränsat till provinsen Corrientes i Argentina.